# Felice De Vecchi
Felice De Vecchi (Milano, 12 febbraio 1816 – Milano, 29 aprile 1862) è stato un pittore, viaggiatore e patriota italiano.

## Biografia
Felice De Vecchi nacque a Milano da Antonia Vidiserti e Giuseppe De Vecchi, patrizi e ricchi possidenti terrieri, il 12 febbraio 1816. Formatosi presso il Regio Collegio dei Padri Gesuiti in Novara, sviluppò fin da giovane una forte propensione per gli studi classici e il disegno. Tra il 1841 e il 1842, sulla spinta del gusto ottocentesco per l’esotico e per “l’Oriente meraviglioso”, intraprese un lungo viaggio insieme all’amico Gaetano Osculati, esploratore e naturalista monzese. I due navigarono il Danubio e il Mar Nero per raggiungere Istanbul, attraversarono quindi la Persia da nord a sud seguendo le antiche vie carovaniere, approdarono a Bombay, in India, e fecero infine ritorno per la via del Mar Rosso e dell’Egitto. Durante il viaggio Felice si impegnò nella realizzazione di una corposa documentazione: dai numerosi disegni dedicati ai soggetti più diversi, paesaggi, figure umane, monumenti, alla stesura di un dettagliato racconto di viaggio (Giornale di Carovana).
Rientrato a Milano nel 1842, il 14 aprile 1843 De Vecchi intraprese già un nuovo viaggio alla volta delle città dell’Europa Occidentale: Marsiglia, Avignone, Parigi, Fontainebleau, Rouen, Rotterdam, Londra; mentre a seguito del matrimonio con Carolina Franchetti di Ponte, celebrato nel gennaio 1844, percorse in un lungo viaggio di nozze tutta l’Italia, fino a Palermo e Taormina.

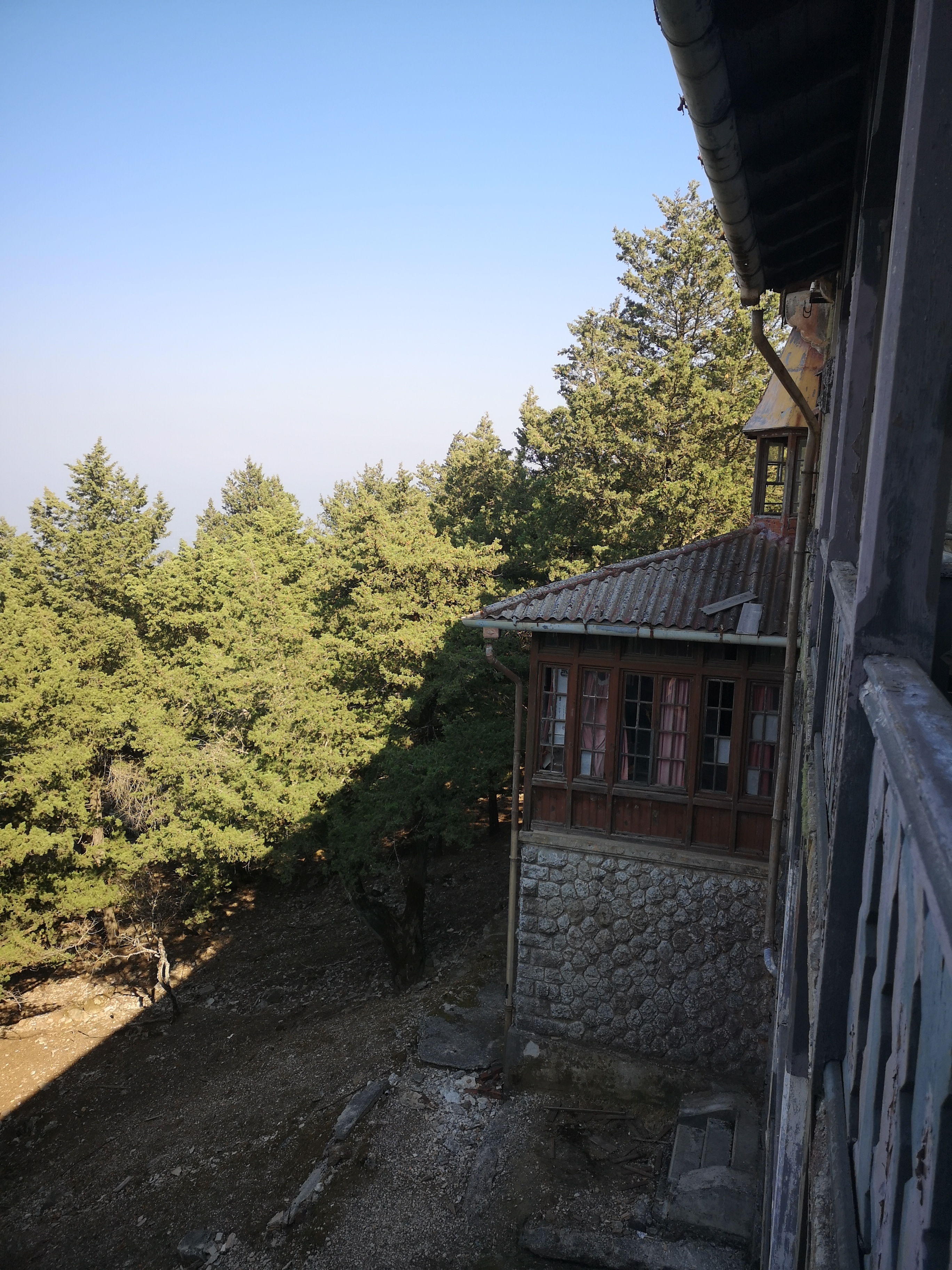
Villa De Vecchi a Cortenova

I viaggi alimentarono la passione di De Vecchi per la pittura: amante delle vedute montane, a partire dal 1844 compare tra i soci della Società degli Artisti e della Società per le Belle Arti di Milano, quando questa era diretta da Francesco Hayez. A partire dal 1855 il nome di De Vecchi viene inserito tra i pittori di storia, figura, prospettiva e paesaggio della città di Milano.
La sensibilità artistica e la passione romantica per i paesaggi montani stanno a fondamento della decisione di Felice di commissionare all’architetto Alessandro Sidoli il progetto per la realizzazione di un’imponente villa padronale a Cortenova, tra le località di Bindo e Campiano, di fronte alla catena delle Gruppo delle Grigne.
Sebbene il territorio tra il Lago di Como e la Valsassina fosse conosciuto in profondità da Felice, che nel corso della sua vita si recò di frequente a Bellano, Buccinigo, Erba e Taceno, sembra che egli soggiorni per la prima volta a Cortenova solo nel luglio del 1852 (già vedovo da un anno), con lo scopo di recarsi alle fonti termali di Tartavalle per curare gli ormai cronici disturbi al fegato. Qualcosa fin da subito deve avere attratto la sensibilità di De Vecchi, tanto che già nel 1854 prese avvio il cantiere dei lavori per la realizzazione della villa (Villa de Vecchi) e di un casino in stile arabo attiguo ad essa.
Felice De Vecchi, oltre alle esplorazioni e all’arte, dedicò la sua vita alla causa risorgimentale. Durante le Cinque Giornate di Milano (marzo 1848, mentre in Casa Vidiserti di via Bigli, residenza di Antonia Vidiserti, si costituivano il primo Governo Provvisorio della città e il Comitato di Difesa Pubblica, De Vecchi rientrò nella Guardia Nazionale come capitano della parrocchia di S. Francesco di Paola. Con il ritorno degli austriaci a Milano, fu poi costretto a esiliare a Lugano prima e a Torino poi, per far rientro a Milano solo nella primavera del 1849.
Quanto sopportato non allontanò Felice dal suo ideale di Italia unita: nel febbraio del 1853 venne coinvolto insieme al fratello Biagio nella repressione dei moti mazziniani del 6 febbraio (Rivolta di Milano (1853)), subendo un arresto con l’accusa di aver sostenuto la rivolta elargendo denaro agli insorti. Mentre nel 1861 rientrò nuovamente nella Guardia Nazionale Mobile di Milano di guarnigione a Venafro, investito della carica di ufficiale con il compito di occuparsi degli approvvigionamenti.
Di ritorno da quest’ultima missione la salute di Felice andò via via peggiorando. Trascorse gli ultimi mesi della sua vita tra Milano e Cortenova, occupandosi dei due giovani figli (Giuseppe, nato nel 1846, e Beatrice, nata nel 1850), dedicandosi alla pittura e assolvendo un ultimo incarico ufficiale: l’istituzione della Società Marittima Italo Orientale. Tale compito, tuttavia, non poté essere portato a termine da De Vecchi: egli morì nella sua casa di via S. Andrea a Milano il 29 aprile 1862, a soli 46 anni.
Durante la sua vita fu membro corrispondente della Société Orientale di Parigi e dell’Accademia di Parigi, membro ordinario dell'Accademia fisio-medico-statistica di Milano, socio onorevole dell’Ateneo di Scienze Lettere ed Arti di Bergamo.

## Opere
Felice De Vecchi pubblicò il racconto del proprio viaggio in Oriente, narrazione ricca di riferimenti a studi storici e naturalistici ma anche di aneddoti e impressioni. Il testo, arricchito con incisioni realizzate da Salvatore Mazza e Basile a partire dai disegni dello stesso Felice, venne parzialmente pubblicato dalla tipografia milanese Claudio Wilmant. Dei 12 capitoli previsti, quattro uscirono a fascicoli nel 1847 (Giornale di Carovana), riuniti in seguito in un unico volume nel 1854 (in concomitanza con la Guerra di Crimea) con il titolo di Escursione lungo il teatro della guerra attuale, dal Danubio alle Regioni Caucasee: due edizioni identiche nel contenuto, descrittive della prima parte del viaggio: dal Danubio fino al raggiungimento del confine tra Turchia e Persia. La seconda parte del racconto (dal capitolo quinto al capitolo ottavo), inerente alla traversata persiana, è stata pubblicata soltanto nel 2016 a seguito del ritrovamento e dello studio del carteggio e dell’archivio appartenuti a Felice De Vecchi. Gli ultimi quattro capitoli risultano tuttora dispersi.